# 城東區 (大阪市)
城東區（日语：／ Jōtō ku */?）是大阪市的24區之一，位於大阪市的東部，為全日本政令指定都市中人口密度最高的區，每平方公里人口超過19,000人。

## 歷史
城東區的轄區在江戶時代屬於攝津國東成郡，大部分屬於幕府直屬領地或大阪城代的知役。
1889年實施町村制時，分屬野田村、中本村 、北新開莊村、鯰江村、榎並村五個行政區劃，這些區域在1925年被併入大阪市，最初被劃入新設立的東成區，現在的城東區位於此時期東成區的中間區域。1932年東成區的北半部被劃出設立為旭區，直到1943年又將後來的東成區的北部和旭區的南部劃出，設立為城東區；此時期的城東區範圍還包括了現在的鶴見區。
1955年北河內郡茨田町被併入大阪市，並劃入城東區；但在1974年，城東區的東半部連同於1955年併入的區域再被劃出設立為鶴見區，此後城東區的範圍僅剩原本的一半。

## 交通
西日本旅客鐵道
- 大阪環狀線：京橋站（月台位於區外（都島區）） - 大阪城公園站（月台東端位於區內）
- 片町線（學研都市線）：京橋站 - 鴫野站

大阪市高速電氣軌道（大阪地下鐵）
- 谷町線：野江內代站（1號出入口位於區內） - 關目高殿站（2、3號出入口位於區內）
- 中央線：深江橋站（2號出入口位於區內）
- 長堀鶴見綠地線：蒲生四丁目站 - 今福鶴見站
- 今里筋線：綠橋站（月台北端及6號出入口位於區內） - 鴫野站 - 蒲生四丁目站 - 關目成育站 - 新森古市站（月台南端及1號出入口位於區內）

京阪電氣鐵道
- 京阪本線：野江站 - 關目站

## 本地出身之名人
- 叶恭子：藝人
- 富田洋之：體操選手
- 平田良介：棒球選手

## 外部連結
- （日語） 大阪市城東區的X（前Twitter）
- （日語） YouTube上的大阪市城東區頻道